# Липински, Ганс
Ганс Липински (нем. Hans Lipinski; 20 февраля 1916, Черновцы, Галиция — 17 августа 1998, Унна, Германия) — гауптштурмфюрер СС, кавалер Рыцарского креста Железного креста.

## Биография
Окончил Черновицкий и Браслауский университеты. Получил степень доктора технических наук.
С 1 ноября 1937 по 1 ноября 1938 служил в румынской армии. 4 сентября переехал на территорию Третьего рейха.

## Карьера в СС
24 мая 1940 года вступил в ряды СС (№ 452007). С августа 1941 года начал службу в зенитном дивизионе СС «Восток», где был с 1 октября 1941 по 5 мая 1942 командиром орудия.
Поступил в юнкерское училище СС в Бад-Тёльце. 12 декабря 1942 года произведён в унтерштурмфюреры СС. С февраля 1943 служил в 1-м зенитном дивизионе дивизии СС «Адольф Гитлер» на участке Восточного фронта.
С 14 февраля 1944 года командир 2-й батареи 18-го зенитного дивизиона дивизии СС «Хорст Вессель».
2 января 1945 года награждён Рыцарским крестом Железного креста. 30 января произведён в гауптштурмфюреры СС.

## Награды
- Железный крест 2-го класса
- Железный крест 1-го класса
- Рыцарский крест (2 января 1945)